# Sakura Quest
Sakura Quest (サクラクエスト Sakura Kuesuto?) es una serie de televisión de anime japonesa producida por P.A. Works y dirección de Sōichi Masui. Se emitió del 5 de abril al 20 de septiembre de 2017. El anime se describe como parte de la "serie de trabajo" de P.A. Works, que cuenta historias sobre personas y sus trabajos, después de Hanasaku Iroha y Shirobako.

## Sinopsis
Yoshino Koharu es una joven que busca trabajo en Tokio pero solo encuentra una serie de rechazos. Sin embargo, aparentemente tiene un golpe de suerte cuando recibe una oferta de trabajo para trabajar con la junta de turismo de la aldea de Manoyama, que está en dificultades económicas, como su "Reina". Sin otra opción, Yoshino acepta la oferta y viaja a Manoyama solo para descubrir que fue contratada debido a un caso de identidad equivocada y que la duración de su contrato es por un año en lugar de un día, como había pensado inicialmente. Sin ningún otro lugar adonde ir, Yoshino se convierte a regañadientes en Reina de Manoyama.

## Personajes
Yoshino Koharu (木春由乃 Koharu Yoshino?)
 Seiyū: Ayaka Nanase
Shiori Shinomiya (四ノ宮しおり Shinomiya Shiori?)
 Seiyū: Reina Ueda
Maki Midorikawa (緑川真希 Midorikawa Maki?)
 Seiyū: Chika Anzai
Ririko Oribe (織部凛々子 Oribe Ririko?)
 Seiyū: Chiemi Tanaka
Sanae Kōzuki (香月早苗 Kōzuki Sanae?)
 Seiyū: Mikako Komatsu
Ushimatsu Kadota (門田丑松 Kadota Ushimatsu?)
 Seiyū: Atsushi Ono Takuya Eguchi (joven)
Chitose Oribe (織部千登勢 Oribe Chitose?)
 Seiyū: Maki Izawa Yoko Hikasa (joven)
Dokushima (毒島?)
 Seiyū: Kazuhiro Yamaji. Yōji Ueda (joven)
Takamizawa (高見沢?)
 Seiyū: Katsuyuki Konishi
Noge (野毛?)
 Seiyū: Yōji Ueda
Kinoshita (木下?)
 Seiyū: Kohsuke Toriumi
Yamada (山田?)
 Seiyū: Hiro Shimono
Mino (美濃?)
 Seiyū: Daiki Hamano
Mr. Sandal (サンダルさん Sandaru-san?)
 Seiyū: Vinay Murthy
Tomoko Suzuki (鈴木 知子 Suzuki Tomoko?) / Angelica (アンジェリカ Anjerika?)
 Seiyū: Nanako Mori
Erika Suzuki (鈴木エリカ Suzuki Erika?)
 Seiyū: Tomoyo Kurosawa
Anji Suzuki (鈴木 杏志 Suzuki Anji?)
 Seiyū: Yuiko Tatsumi

## Producción y lanzamiento
Sakura Quest está dirigida por Sōichi Masui y producida por P.A. Works. Tuvo 25 episodios y se emitió en Japón del 5 de abril al 20 de septiembre de 2017 en Tokyo MX, con más transmisiones en ABC, AT-X, BS11 y Tulip TV. A Alexandre S. D. Celibidache se le atribuye el trabajo original y el guion fue escrito por Masahiro Yokotani. Kanami Sekiguchi basó el diseño de personajes utilizado en el anime en los diseños originales de Bunbun. La música es producida por la banda (K)NoW_NAME, quienes también interpretan los temas de apertura y cierre. El primer tema de apertura es "Morning Glory" y el primer tema final es "Freesia". El segundo tema de apertura es "Lupinus" y el segundo tema de cierre es "Baby's Breath". El anime tiene licencia de Funimation en Norteamérica.